# Hešel Frumkin
Hešel Frumkin (hebrejsky: השל פרומקין, žil 1896 – 11. dubna 1974) byl sionistický aktivista, izraelský politik a poslanec Knesetu za stranu Mapaj.

## Biografie
Narodil se ve městě Bobrujsk v tehdejší Ruské říši (dnes Bělorusko). Vystudoval židovskou základní školu cheder a střední židovskou školu ješiva. V roce 1920 přesídlil do dnešního Izraele, kde pracoval při výstavbě cest a byl členem kibucu Deganija Bet.

## Politická dráha
V mládí se zapojil do činnosti sionistických organizací Ce'irej Cijon a he-Chaluc v Rusku a v Polsku. V roce 1920 byl delegátem konference konané v Praze, kde došlo k vytvoření jejich federace. Patřil mezi zakladatele odborové centrály Histadrut. Patřil mezi zakladatele a ředitele Úřadu pro veřejné práce, z něhož se později vyvinula stavební společnost Solel Bone. Byl ekonomickým poradcem Histadrutu a jedním z iniciátorů zavedení speciální dobrovolné daně pro židovskou populaci v mandátní Palestině, takzvané Kofer ha-jišuv. Vydával Ekonomický čtvrtletník, jehož editorem byl až do své smrti.
V izraelském parlamentu zasedl po volbách v roce 1949, kdy kandidoval za Mapaj. Byl členem parlamentního finančního výboru a speciálního výboru pro revizi půjček. Na funkci poslance rezignoval v únoru 1951. Jeho křeslo pak zaujala Žeňa Tversky.